# ATCコード V08
ATCコード V08（Contrast media）は、解剖治療化学分類法（ATCコード）の治療法メイングループによる分類の一つ。世界保健機関が割り当てた英数字のコード体系であり、医薬品その他の医療用品の分類を示す。分類コードV08は解剖学的部位に基づいた分類コードV（その他）の下位分類である。
獣医学の分野で用いる場合は、ヒト用であるATCコードの先頭に文字Qを付加し、QV08... のように表記する（ATCvetコード）。
ATCコードで分類できないものがある場合は、内国レベルの事案に関して、世界保健機関が割り当てていない未使用コードを追加拡張して使用することが可能である。

## V08AX線ヨード造影剤

### V08AA 水溶性、腎臓特異性、高浸透圧X線造影剤
V08AA01 アミドトリゾ酸
V08AA02 メトリゾ酸
V08AA03 ヨーダミド
V08AA04 イオタラム酸
V08AA05 イオキシタラム酸
V08AA06 イオグリク酸
V08AA07 アセトリゾ酸
V08AA08 イオカルム酸
V08AA09 メチオダール
V08AA10 ジオドン

### V08AB 水溶性、腎臓特異性、低浸透圧X線造影剤
V08AB01 メトリザミド
V08AB02 イオヘキソール
V08AB03 イオキサグル酸
V08AB04 イオパミドール
V08AB05 イオプロミド
V08AB06 イオトロラン
V08AB07 イオベルソール
V08AB08 イオペントール
V08AB09 イオジキサノール
V08AB10 イオメプロール
V08AB11 イオビトリドール
V08AB12 イオキシラン

### V08AC 水溶性、肝臓特異性X線造影剤
V08AC01 ヨードキサム酸
V08AC02 イオトロクス酸
V08AC03 ヨウ化グリカミン酸
V08AC04 アジピオドン
V08AC05 イオベンザム酸
V08AC06 イオパノ酸
V08AC07 ヨーセタム酸
V08AC08 イオポダートナトリウム
V08AC09 チロパノ酸
V08AC10 イオポダートカルシウム

### V08AD 非水溶性 X線造影剤
V08AD01 ヨード化ケシ油脂肪酸エチルエステル
V08AD02 イオピドール
V08AD03 プロピリオドン
V08AD04 ヨーフェンジラート

## V08B 非ヨードX線造影剤

### V08BA硫酸バリウム含有X線造影剤
V08BA01 懸濁剤入り硫酸バリウム
V08BA02 懸濁剤を含まない硫酸バリウム

## V08C MRI造影剤

### V08CA常磁性造影剤
V08CA01 ガドペンテト酸
V08CA02 ガドテル酸
V08CA03 ガドジアミド
V08CA04 ガドテリドール
V08CA05 マンガホジピル
V08CA06 ガドベルセタミド
V08CA07 クエン酸鉄アンモニウム
V08CA08 ガドベン酸
V08CA09 ガドブトロール
V08CA10 ガドキセト酸
V08CA11 ガドホスベセット
V08CA12 ガドピクレノール

### V08CB超常磁性造影剤
V08CB01 フェルモクシル
V08CB02 フェリステン
V08CB03 酸化鉄、ナノ粒子

### V08CX その他MRI造影剤
V08CX01 ペルフルブロン

## V08D超音波造影剤

### V08DA 超音波造影剤
V08DA01 ペルフルトレン、ヒト血清アルブミンの微粒子
V08DA02 ガラクトースの微粒子
V08DA03 ペルフレナペント
V08DA04 ペルフルトレン、リン脂質の微粒子
V08DA05 六フッ化硫黄、リン脂質の微粒子
V08DA06 ペルフルブタン、リン脂質の微粒子